# Александров, Назарий Александрович
Наза́рий Алекса́ндрович Александро́в (7 ноября 1932, Малый Кулеял, Моркинский район, Марийская автономная область, Горьковский край, СССР — 5 мая 2020, г. Йошкар-Ола, Марий Эл, Россия) — марийский советский и российский деятель здравоохранения, деятель науки, преподаватель высшей школы, литератор. Кандидат медицинских наук (1971), профессор (1997). Отличник здравоохранения СССР (1971). Отличник народного просвещения РСФСР (1984). Заслуженный работник народного хозяйства Марийской АССР (1987). Заслуженный деятель науки Марийской ССР (1991). Ветеран Великой Отечественной войны (2005).

## Биография
Родился в семье организатора и председателя колхоза, был младшим из 5 детей. С началом Великой Отечественной войны работал в колхозе.
Окончил Азъяльскую неполную среднюю школу (1947), Йошкар-Олинское медицинское училище (1950), а в 1953—1959 годах проходил обучение на санитарно-гигиеническом факультете Казанского медицинского института.
Фельдшер Моркинской районной больницы (1950—1953), главный врач Красностекловарской больницы Моркинского района Марийской АССР (1959—1963). Затем переехал в Йошкар-Олу: был врачом медсанчасти ММЗ г. Йошкар-Олы, заведующим Иошкар-Олинским городским отделом здравоохранения и главным врачом городской поликлиники № 2.
С 1972 по 2010 годы — старший преподаватель, доцент, заведующий кафедрой, декан факультета физической культуры, доцент кафедры медико-биологических дисциплин, профессор кафедры теоретических основ физического воспитания МГПИ им. Н. К. Крупской.
Умер 5 мая 2020 года в Йошкар-Оле, похоронен в Усть Кундыш.

## Научная деятельность
Кандидат медицинских наук (1971), профессор (1997).
Автор 75 научных работ, учебных и методических пособий, в том числе 5 монографий. Первая научная работа опубликована в 4-м номере «Казанского медицинского журнала».
Автор фундаментальной монографии «Развитие здравоохранения в Марийской АССР» (1980), справочника для организаторов здравоохранения «Здоровье человека — бесценное богатство» (1999).
Руководитель студенческих научных кружков. Регулярно выступал с докладами на научных конференциях МГПИ, всесоюзных и межреспубликанских научных конференциях.

## Литературная деятельность
Занимался и литературным творчеством. Будучи членом реабилитационной комиссии репрессированных писателей Марийской республики, проводил большую работу, в частности, изучал творческое наследие марийского поэта Н. Мухина. Благодаря его усилиям вышли в свет двухтомное собрание сочинений писателя (1965, 1968), сборник избранных произведений (1990). Н. Мухину посвящены документально-биографическая повесть «Калык мурызо» («Певец народа»), очерк жизни и творчества Н. Мухина, библиографический указатель. Увлечению творчеством поэта Н. Мухина способствовали долгие годы жизни в браке с его дочерью Розой Николаевной.
Известен и как прозаик (сборники повестей и рассказов, очерки о видных людях Моркинского района Марий Эл). Его произведения выходили в республиканских газетах, журнале «Ончыко» и изданиях Москвы и Казани.
При активном участии Н. Александрова был открыт Дом-музей Н. С. Мухина и памятник поэту в д. Олыкъял Моркинского района Марий Эл.

## Звания и награды
- Заслуженный деятель науки Марийской ССР (1991)[8]
- Заслуженный работник народного хозяйства Марийской АССР (1987)[8]
- Отличник здравоохранения СССР (1971)[8]
- Отличник народного просвещения РСФСР (1984)[8]
- Медаль «За доблестный труд. В ознаменование 100-летия со дня рождения В. И. Ленина» (1970)[3]
- Медаль «За трудовую доблесть» (1970)[8]
- Медаль «Ветеран труда» (1992)[8]
- Почётный знак «За заслуги в развитии физической культуры и спорта» (1996)[3]
- Ветеран Великой Отечественной войны (2005)[3]
- Почётная грамота Президиума Верховного Совета Марийской АССР[1]
- Почётные грамоты Правительства Республики Марий Эл[3]

## Основные литературные произведения
Список основных произведений Н. Александрова на марийском и русском языке:
- Марий поэт Н. С. Мухин: илышыже да творчествыже [Марийский поэт Н. С. Мухин: жизнь и творчество] / Н. Александров, К. Васин. — Йошкар-Ола, 1970. — 88 с.
- Калык мурызо [Певец народа: документально-биографическая повесть]. — Йошкар-Ола, 1970. — 100 с.; 1977. — 160 с.
- Изием годым: ойлымаш-влак // Эре лийже кече. — Йошкар-Ола, 1977. — С. 82—94.
- Поэт Н. Мухин: илышыже да творчествыже [Поэт Н. Мухин: жизнь и творчество]. — Йошкар-Ола, 1990. — 120 с.
- В. Сави ден Н. Мухин: очерк // Ончыко. — 1995. — № 11. — С. 134—136.
- Кузе ӧпкелет?: ойлымаш // Ончыко. — 1996. — № 11. — С. 151—152.
- Ӱмыр кыша: ойлымаш // Ончыко. — 2000. — № 3. — С. 19—26.
- Эрык мурызо [Певец свободы: документально-биографическая повесть]. — Йошкар-Ола, 2001. — 178 с.
- Шолшо теҥыз ӱмбалне: очерк // Ончыко. — 2002. — № 12. — С. 173—176.
- Виражи судьбы: посвящается наследникам-продолжателям рода САЙНА. — Йошкар-Ола: ООО «Стринг», 2004. — 131 с.
- Тулан кугорнышто [На земле предков: повесть]. — Йошкар-Ола, 2005. — 176 с.
- Чӱчалтыш вӱр: илыш гыч // Ончыко. — 2007. — № 11. — С. 165—167.